# Охлупіна Альона Ігорівна
Альона Ігорівна Охлупіна (нар.. 21 серпня 1964, Москва) — радянська і російська актриса театру і кіно, артистка Малого театру. Народна артистка Російської Федерації (2006).

## Біографія
Олена Охлупіна народилася в родині акторів Наталії Вількіної та Ігоря Охлупіна. Внучка актора і почесного громадянина Свердловська Леоніда Охлупіна. У 1985 році закінчила школу-студію МХАТ (курс В. П. Маркова) і була прийнята в трупу Державного академічного Малого театру.
Нині Олена Охлупіна одна з провідних актрис Малого театру. У 2006 році була удостоєна почесного звання народної артистки Росії.

## Визнання і нагороди
- Заслужена артистка Росії (1999)[2]
- Народна артистка Росії (2006)[3]
- Пам'ятна медаль Міністерства культури РФ «150-річчя А. П. Чехова» (2011)
- Приз VIII Міжнародного фестивалю «Золота провінція» — «Найкраща жіноча роль» («Три сестри» і «дядя Ваня» (Ольга), проект ЦД імені А. А. Яблучної, режисер Н. П. Красноярська, П. Є. Тихомиров) (2019)

## Творчість

### Ролі в театрі

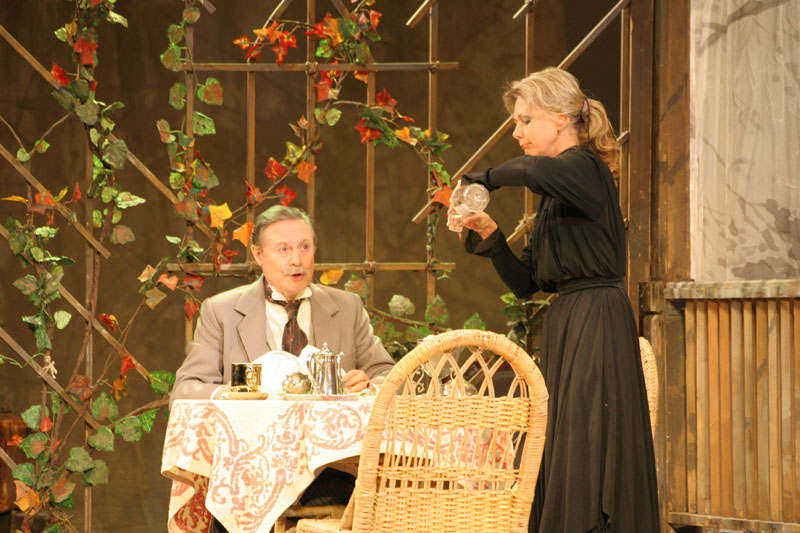
Сцена з вистави «Чайка». Малий театр

#### Малий театр
- 1986 — «Недоросток» Д. І. Фонвізіна — Софія
- 1993 — «Не було ні гроша, та раптом алтин» О. М. Островського — Настя
- 1996 — «Чайка» А. П. Чехова. Режисер В. М. Драгунов, керівник постановки Ю. М. Соломін — Маша
- 1998 — «Трудовий хліб» О. М. Островського. Режисер: Олександр Коршунов — Поліксена
- 2000 — «Горе від розуму» О. С. Грибоєдова. Режисер Сергій Женовач — графиня-внучка
- 2004 — «Три сестри» А. П. Чехова — Ольга
- 2012 — «Священні чудовиська» Ж. Кокто. Постановка О. Ю. Яковлєва — Шарлотта
- 2019 рік в театрі-постановка В. Іванова «Обережно, свахо!» — тітонька

### Центральний Будинок актора імені А.А.Яблочкіної
- 2018 — «Оркестр» Ж. Ануй. Постановка Н. П. Красноярської, режисер П. Є. Тихомиров — Сюзанна Делісіас
- 2018 — «Пісні від Головної!», пісні з репертуару Людмили Гурченко. Постановка П. Е. Тихомирова
- 2019 — «Три сестри» і «дядя Ваня» М. Гаврилова. Постановка Н. П. Красноярської та П. Є. Тихомиров — Ольга
- 2019 — «Листки з спаленої зошити» П. Тихомиров. Постановка П. Є. Тихомирова — Актриса (Зінаїда Райх)
- 2019 — «Поема без героя» Г. А. Ахматова. Режисер П. Є. Тихомиров — про Ольгу Судейкіну

### Большой театр
- 2018 — «Нуреєв» В. Демуцький. Балетмейстер Ю. М. Посохов, режисер-постановник К. С. Серебренніков — Американка на аукціоні. Світова прем'єра

### Фільмографія
- 1986 — «Аеропорт зі службового входу» (Таня)
- 1989 — «То чоловік, то жінка» (Олена)
- 1990 — «Наша дача»
- 1991 — «Любов» (епізод)
- 1992 — «На тебе уповаю» та ін.